# Football infini
Pour plus de détails, voir Fiche technique et Distribution.
Football infini (Fotbal Infinit) est un film documentaire roumain réalisé par Corneliu Porumboiu, sorti en 2018.

## Fiche technique
- Titre original : Fotbal Infinit
- Titre français : Football infini
- Réalisation : Corneliu Porumboiu
- Scénario : Corneliu Porumboiu
- Pays d'origine : Roumanie
- Format : Couleurs - 35 mm - 1,85:1
- Genre : documentaire
- Durée : 70 minutes
- Dates de sortie :
  -  Roumanie : 9 mars 2018
  -  France : 6 juin 2018

## Distribution
- Laurențiu Ginghină : lui-même
- Corneliu Porumboiu : lui-même

## Sortie

### Accueil critique
En France, le site Allociné recense une moyenne des critiques presse de 3,1/5, et des critiques spectateurs à 3,1/5. 